# Sư Lý Tật
Sư Lý Tật (chữ Hán: 摢裏疾, ?-300 TCN), tên thật là Doanh Tật (嬴疾), gọi theo thụy là Nghiêm quân (嚴君),người đời tôn xưng là Sư Lý Tử (苏丽子), là đại thần nước Tần thời Chiến Quốc trong lịch sử Trung Quốc. Ông có công lớn trong việc đưa mở rộng lãnh thổ, khuếch trương thế lực làm cho nước Tần trở thành nước lớn nhất trong số Thất hùng, mở đường cho việc thống nhất Trung Quốc của Tần Thủy Hoàng sau này.

## Thân thế
Doanh Tật nguyên là con trai thứ của Tần Hiếu công, vua thứ 30 của nước Tần, em trai khác mẹ của Tần Huệ Vương, vua thứ 31 nước Tần, mẹ ông là Hàn nữ.
Không rõ Sư Lý Tật sinh năm nào, nhưng có thể đoán được rằng ông chào đời sau năm 354 TCN (năm sinh của vua anh Huệ Văn vương). Lúc đầu ông được phong ở ấp Sư Lý sau lại được phong ấp Nghiêm nên còn được gọi là Nghiêm quân. Sau ông được phong chức Thừa tướng.

## Tham chiến với Tam Tấn và nước Sở
Năm 330 TCN, Sư Lý Tật đem quân đánh nước Ngụy, chiếm được Khúc Ốc.
Năm 318 TCN, ba nước Hàn, Triệu, Ngụy theo sự kêu gọi của Công Tôn Diễn tiến hành hợp tung chống Tần, tiến đến cửa Hàm Cốc thì bị Sư Lý Tật đánh phủ đầu. Vì tổ chức quân 3 nước lỏng lẻo nên không địch nổi quân Tần. Sang năm 317 TCN, Sư Lý Tật đánh bại quân Hàn, Triệu, Ngụy tại Tu Ngư, chém đầu hơn 8 vạn quân chư hầu, bắt sống tướng Ngụy là Thân Sai. Liên quân tan vỡ, bỏ chạy. Sư Lý Tật đem quân truy kích, tiến vào tận đất Quan Trạch.
Năm 314 TCN, Sư Lý Tật lại đem quân đánh nước Ngụy, đoạt đất Khúc Ốc và Tiêu Thành, đuổi dân ở Khúc Ốc về nước Ngụy. Sau đó, Sư Lý Tật lại giao chiến với nước Hàn, giết hơn 1 vạn quân Hàn và chiếm thành Nhạn Môn khiến tướng Hàn bỏ chạy. Sang năm 313 TCN, ông lại cầm quân đánh Triệu, chiếm Lận ấp của Triệu, bắt sống tướng Triệu Trang.
Năm 313 TCN, Tần và Sở xảy ra chiến tranh. Sư Lý Tật đem quân trợ giúp tướng Ngụy Chương đánh nước Sở, chiếm 600 dặm đất Hán Trung. Sở Hoài vương tức giận phát động toàn quốc cùng nhau đánh Tần. Sư Lý Tật dẫn quân ra chống quân Sở, đại thắng nước Sở ở Lam Điền. Sở Hoài vương buộc phải cầu hoà, cắt hai thành cho Tần. Do lập được chiến công phá Sở, Sư Lý Tật được vua anh phong ở đất Nghiêm.
Năm 312 TCN, Tần Huệ Văn vương cử Sư Lý Tật giúp Hàn đánh nước Tề.

## Làm Thừa tướng nước Tần
Sau khi Tần Huệ Văn vương qua đời, nước Tần đuổi tướng quốc Trương Nghi về nước Ngụy, đồng thời bãi bỏ chức tướng quốc, lập ra Tả Hữu thừa tướng, phong cho Cam Mậu làm Tả thừa tướng, còn Sư Lý Tật được phong làm Hữu Thừa tướng.
Năm 310 TCN, Sư Lý Tật đem binh xa vào nhà Chu, vua Chu phải đích thân ra tiếp đón và trò chuyện cung kính với ông vì sợ thế của Tần.
Năm 308 TCN, Tần Vũ vương bàn với Cam Mậu việc đánh nhà Chu. Cam Mậu bèn khuyên Vũ vương liên kết với nước Ngụy và nước Triệu cùng đánh Hàn để thông Tam Xuyên rồi mới đánh Chu. Tần Vũ vương bèn sai Cam Mậu đến mời hai vua Ngụy, Triệu đem quân hợp sức với Tần, đánh thành Nghi Dương của Hàn. Năm tháng sau, thấy Cam Mậu vẫn chưa hạ được, Sư Lý Tật và Công tôn Thích xin Vũ vương rút quân, Tần Vũ vương bèn triệu Cam Mậu về nước, thì Cam Mậu đã chiếm Nghi Dương, chém hơn 6 vạn quân Hàn.
Năm 306 TCN, Sư Lý Tật đem quân đánh Bồ Thành nước Vệ. Vệ Tự quân nhờ Hồ Diễn tới gặp Sư Lý Tật để giảng hòa. Hồ Diễn tới gặp Sư Lý Tật, dùng lời lẽ thuyết phục ông là Vệ và Ngụy nằm gần nhau, nếu Tần chiếm Bồ Thành thì nước Vệ tất sẽ phải thần phục nước Ngụy. Nếu có nước Vệ thần phục thì nước Ngụy sẽ trở nên hùng mạnh, làm nguy hại cho Tần. Nếu quân Tần rút lui, nước Vệ sẽ thần phục Tần. Sư Lý Tật nghe theo ý Hồ Diễn, rút quân về nước.
Cùng năm 306 TCN, Tần Chiêu Tương vương mới lên ngôi, đuổi Tả thừa tướng Cam Mậu, phong Sư Lý Tật làm Tả Thừa tướng.
Năm 300 TCN, Sư Lý Tật qua đời. Ông giữ chức Hữu Thừa tướng 4 năm, Tả thừa tướng được 6 năm, được an táng ở Nam Chương. Tần Chiêu Tương vương phong cho cậu ruột là Ngụy Nhiễm lên giữ chức Tả thừa tướng.